# Гвинеја на Олимпијским играма
Гвинеја се први пут појавила на Олимпијским играма 1968. године. Пауза је направљена на две наредне олимпијаде 1972. и 1976. године и од тада је Гвинеја слала своје спортисте на све наредне одржане Летње олимпијске игре.
На Зимске олимпијске игре Гвинеја никада није слала своје представнике. Представници Гвинеје закључно са Олимпијским играма одржаним 2012. године у Лондону нису освојили ни једну олимпијску медаљу.
Национални олимпијски комитет Гвинеје (Comité National Olympique et Sportif Guinéen) је основан 1964. а признат од стране Међународног олимпијског комитета 1965. године.

## Медаље

### Учешће и освојене медаље на ЛОИ
| Учешће и освојене медаље Гвинеје на ЛОИ |                          |                          |                          |                          |                          |                          |                          |                          |                          |                          |
| ЛОИ                                     | Носилац заставе          | Учешће                   | Муш.                     | Жене                     | спорт.                   | Злато                    | Сребро                   | Бронза                   | Укупно                   | Пласман                  |
| 1968. Мексико Сити                      |                          | 15                       | 15                       | 0                        | 1                        | 0                        | 0                        | 0                        | 0                        |                          |
| 1972. Минхен                            | Гвинеја није учествовала | Гвинеја није учествовала | Гвинеја није учествовала | Гвинеја није учествовала | Гвинеја није учествовала | Гвинеја није учествовала | Гвинеја није учествовала | Гвинеја није учествовала | Гвинеја није учествовала | Гвинеја није учествовала |
| 1976. Монтреал                          | Гвинеја није учествовала | Гвинеја није учествовала | Гвинеја није учествовала | Гвинеја није учествовала | Гвинеја није учествовала | Гвинеја није учествовала | Гвинеја није учествовала | Гвинеја није учествовала | Гвинеја није учествовала | Гвинеја није учествовала |
| 1980. Москва                            |                          | 9                        | 9                        | 0                        | 3                        | 0                        | 0                        | 0                        | 0                        |                          |
| 1984. Лос Анђелес                       |                          | 1                        | 1                        | 0                        | 1                        | 0                        | 0                        | 0                        | 0                        |                          |
| 1988. Сеул                              |                          | 6                        | 6                        | 0                        | 3                        | 0                        | 0                        | 0                        | 0                        |                          |
| 1992. Барселона                         |                          | 8                        | 6                        | 2                        | 2                        | 0                        | 0                        | 0                        | 0                        |                          |
| 1996. Атланта                           | Жозеф Луа                | 5                        | 4                        | 1                        | 2                        | 0                        | 0                        | 0                        | 0                        |                          |
| 2000. Сиднеј                            | Жозеф Луа                | 6                        | 3                        | 3                        | 4                        | 0                        | 0                        | 0                        | 0                        |                          |
| 2004. Атина                             | Наби Фодеј Фофана        | 3                        | 2                        | 1                        | 3                        | 0                        | 0                        | 0                        | 0                        |                          |
| 2008. Пекинг                            | Наби Фодеј Фофана        | 5                        | 2                        | 3                        | 3                        | 0                        | 0                        | 0                        | 0                        |                          |
| 2012. Лондон                            | Фасене Кета              | 4                        | 2                        | 2                        | 3                        |                          |                          |                          |                          |                          |
| 2016. Рио де Жанеиро                    |                          |                          |                          |                          |                          |                          |                          |                          |                          |                          |
| 2020. Токио                             |                          |                          |                          |                          |                          |                          |                          |                          |                          |                          |
| 2024. Париз                             |                          |                          |                          |                          |                          |                          |                          |                          |                          |                          |
| 2028. Лос Анђелес                       | предстојећи догађај      |                          |                          |                          |                          |                          |                          |                          |                          |                          |
| 2032. Бризбејн                          | предстојећи догађај      |                          |                          |                          |                          |                          |                          |                          |                          |                          |
| Укупно 10 (12)                          |                          | 62                       | 50                       | 12                       |                          | 0                        | 0                        | 0                        | 0                        |                          |

### Преглед учешћа спортиста и освојених медаља Гвинеје по спортовима на ЛОИ
Стање после ЛОИ 2012.
| Спорт      | Период | Период   | Укупно | Мушки | Жене |   |   |   |   |
| Спорт      | Прво   | Последње | Укупно | Мушки | Жене |   |   |   |   |
| ---------- | ------ | -------- | ------ | ----- | ---- | - | - | - | - |
| Атлетика   | 1980   | 2012     | 16     | 11    | 5    | 0 | 0 | 0 | 0 |
| Бокс       | 1980.  | 2000     | 6      | 6     | 0    | 0 | 0 | 0 | 0 |
| Пливање    | 2000.  | 2012.    | 6      | 3     | 3    | 0 | 0 | 0 | 0 |
| Рвање      | 1988   | 1988     | 2      | 2     | 0    | 0 | 0 | 0 | 0 |
| Теквондо   | 2008   | 2008     | 1      | 0     | 1    | 0 | 0 | 0 | 0 |
| Фудбал     | 1968   | 1968.    | 15     | 15    | 0    | 0 | 0 | 0 | 0 |
| Џудо       | 1980.  | 2012     | 9      | 7     | 2    | 0 | 0 | 0 | 0 |
| Укупно (7) |        |          | 55     | 44    | 11   | 0 | 0 | 0 | 0 |

Разлика у горње две табеле од 7 учесника (6 мушкараца и 1 жена) настала је у овој табели јер је сваки спортиста без обриза колико је пута учествовао на играма и у колико разних дисциплина и спортова на истим играма рачунат само једном.

## Занимљивости
- Најмлађи учесник: Маријама Бари, 17 година и 144 дана Пекинг 2008. теквондо
- Најстарији учесник: Мамаду Дијало, 38 година и 365 дана Атланта 1996. џудо
- Највише учешћа: 2 Жозеф Луа (1996 и 2000) и Наби Фодеј Фофана (2004 и 2008)
- Највише медаља:
- Прва медаља:
- Прво злато: -
- Најбољи пласман на ЛОИ:
- Најбољи пласман на ЗОИ: -